# Miasto Klanjec
Miasto Klanjec (chorw. Grad Klanjec) – jednostka administracyjna w Chorwacji, w żupanii krapińsko-zagorskiej. W 2011 roku liczyła 2915 mieszkańców.